# Gokovski zaliv
Gokovski zaliv (turško Gökova Körfezi) je 100 km dolg ozek zaliv v Egejskem morju med polotokom Bodrum in polotokom Datça v jugozahodni Turčiji.
Administrativno zajema Gokovski zaliv dele okrožij Bodrum, Milas, Muğla, Ula, Marmaris in Datça. Pri vstopu v zaliv leži grški otok Kos.
Na severozahodu zaliva je edino večje mesto v okolici zaliva, Bodrum. V antičnih časih je bilo poleg mesta Halikarnas (dandanes Bodrum) pomemben urbani center tudi mesto Ceramus, ki leži na polovici zaliva na severni strani obale. Zaliv je bil po tem mestu tudi poimenovan. V bližini mesta Ceramus (Gereme) (v današnjem mestu Ören), zraven južne obale zaliva je še eno zgodovinsko mesto, ki se je v antičnih časih imenovalo Cedrae. Cedrae je bilo na otoku Sedir, ki je poznan po čudovitih plažah. Ostanki tega mesta so na otoku vidni še danes.

## Etimologija
Aluvialna ravnina, imenovana tudi Gökova, se razteza pri koncu zaliva, kjer lahko najdemo dve mesti, Akyaka in Gökova. Obe mesti sta v zadnjih letih postali zelo obiskani turistični točki, s središčem v Akyaki, ki je postala središče tamkajšnjega turizma. Posledično je število prebivalcev v teh dveh mestih v zadnjih letih močno naraslo. Pred kratkim sta bili za omenjeni mesti narejeni tudi dve občini. Mesti sta odvisni od mesta Ula, ki je dostopen čez prelaz Sakar in leži na nadmorski višini 670 metrov in ponuja odličen pogled na zaliv. Do leta 1945 je ravnina vsebovala veliko število močvirji po katerih se je širila bolezen malarija, območje pa je bilo imenovano Gökabad. Posledično je bil zaliv in eno od nastalih naselji imenovano Gökova, izraz, ki označuje območje, kjer je Akyaka in ne sosednje mesto Gökova dobro videno.
V glavnem, ime Gökova, (verjetno izvira iz imena Cova, ki je bilo ime s katerim so to območje imenovali v času Osmanskega cesarstva) je omenjeno kot "Djova" v nekaterih nedavnih angleških zemljevidih in se ga uporablja za oznako zaliva, za ravnino na koncu zaliva za mesto, ki je na istem območju in za izraz, ki označuje območje mesta Akyaka. Karijsko mesto Idyma, z akropolo in znamenitimi kamnitimi mavzoleji, je v Kozlukuyu, mestu Gökova, v bližini mesta Akyaka. V antičnih časih je bilo mesto Akyaka predmestje mesta Kozlukuyu.